# خصم من المورد

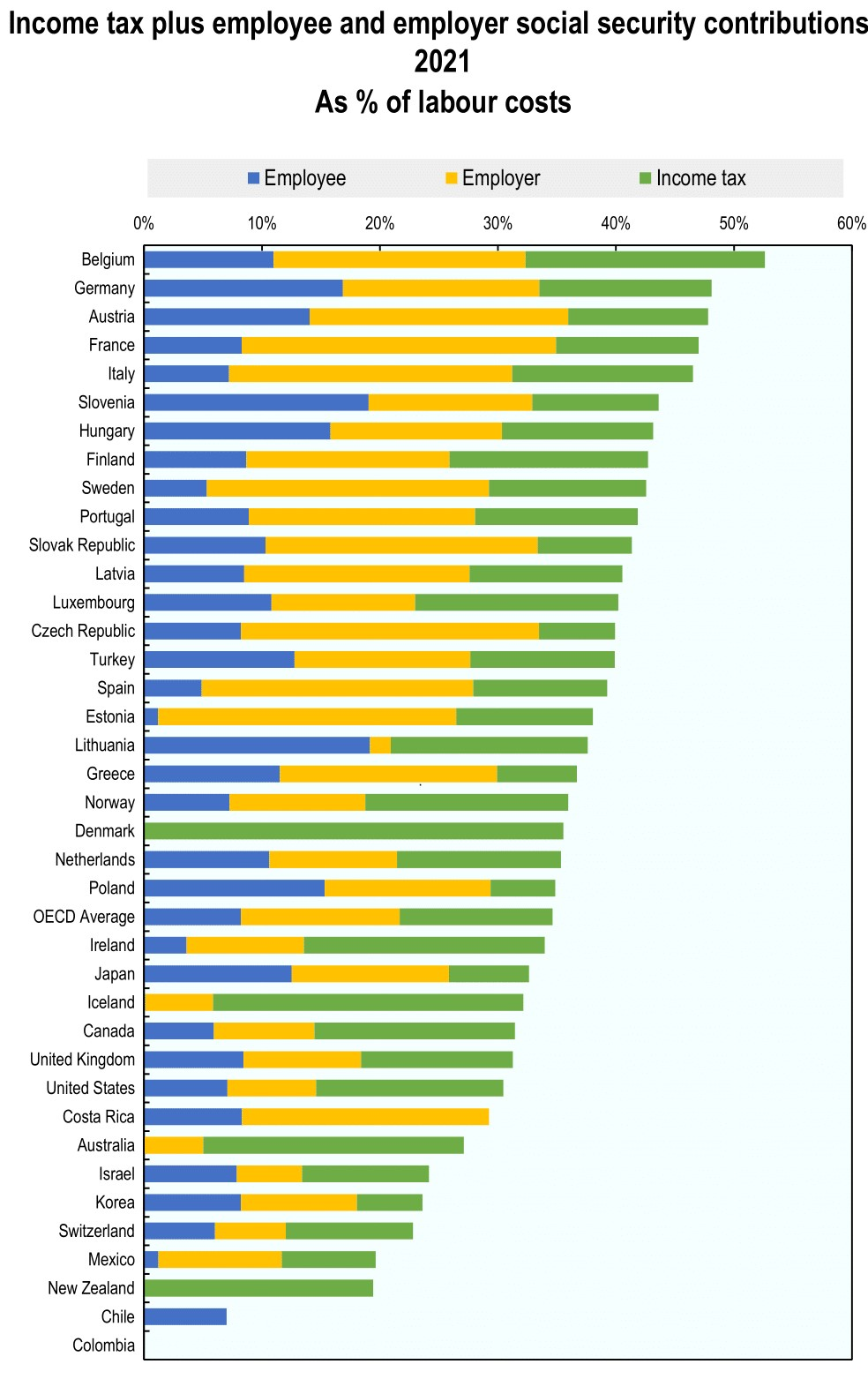
ضريبة الرواتب والدخل حسب البلد

هي نوع من أنواع الضرائب المفروضة على الشركات. يسلط هذا النوع من الضريبة على الأجور، العمولات، الأتاوات، الإيجار، المداخيل التي تفوق مبالغ محددة، إلخ. يجب على الشركات الخاضعة لهذه الضريبة إعلام المؤسسة المالية (القباضة المالية) من خلال التصريح الشهري.